# Đại học Công nghệ Warszawa
Đại học Công nghệ Warszawa  (tiếng Ba Lan: Politechnika Warszawska, theo nghĩa đen, "Trường bách khoa Warszawa ") là một trong những viện công nghệ hàng đầu ở Ba Lan và là một trong những viện lớn nhất ở Trung Âu. Trường gồm 2.453 nhân lực giảng dạy, với 357 giảng viên (trong đó có 145 giáo sư). Số lượng sinh viên là 36.156 (tính đến năm 2011), chủ yếu là toàn thời gian. Trường có 19 khoa (bộ phận) bao gồm hầu hết các lĩnh vực khoa học và công nghệ. Hầu hết các khoa nằm ở Vác-sa-va, ngoại trừ một khoa ở Płock.
Đại học Công nghệ Vác-sa-va có khoảng 5.000 sinh viên tốt nghiệp mỗi năm. Theo khảo sát của tờ báo Rzeczpospono năm 2008, các kỹ sư điều hành các công ty Ba Lan. Các công ty Công nghệ Vác-sa-va chiếm tỷ lệ cao nhất trong số các nhà quản lý và giám đốc điều hành Ba Lan. Mỗi tổng giám đốc thứ chín trong số 500 tập đoàn hàng đầu ở Ba Lan đều tốt nghiệp Đại học Công nghệ Vác-sa-va. Giáo sư Kurnik, hiệu trưởng trường, giải thích rằng trường cung cấp một cơ sở vững chắc về hiệu suất quản lý cho người học, bằng cách trang bị cho sinh viên của mình một nền giáo dục ở cấp cao nhất với sự chuẩn bị đầy đủ về các công cụ và thông tin, bao gồm cả kiến thức về ngoại ngữ.
Đại học Công nghệ Vác-sa-va hình thành từ năm 1826 khi giáo dục kỹ thuật được khởi xướng tại Học viện Công nghệ Vác-sa-va.
Năm 2018, tờ báo Times Greater Education xếp hạng trường đại học này thuộc phạm vi 601-800 trên toàn cầu.

## Lịch sử

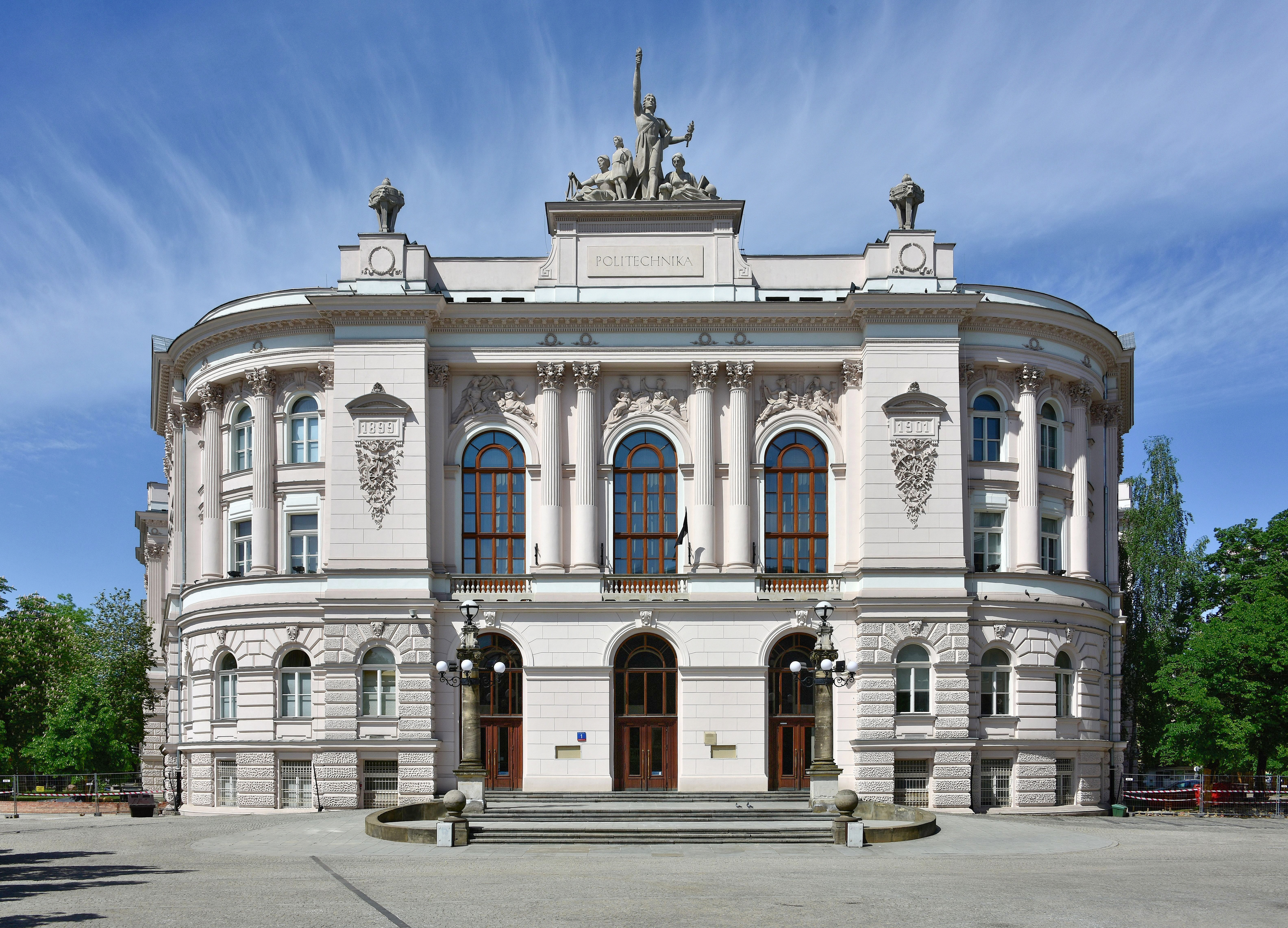
Tòa nhà chính của Đại học Công nghệ Vác-sa-va

### 1826 - 1831
Các trường đại học công nghệ Ba Lan bắt nguồn từ thế kỷ 18. Chúng có liên quan đến công nghệ quân sự hoặc khai thác, đòi hỏi các quy trình công nghệ phức tạp do việc khai thác các đường nối sâu hơn. Mô hình trường đại học công nghệ được thiết kế bởi người Pháp. Vào năm 1794, chính phủ Pháp thành lập Trường bách khoa Ecole ở Paris  Vào đầu thế kỷ 19, các trường đại học công nghệ đã được mở tại Pra-ha (năm 1806), Viên (1815) và Karlsruhe (1824).

Tại Ba Lan, trường đại học công nghệ đa ngành đầu tiên là Trường dự bị cho Viện Công nghệ, thành lập vào ngày 4 tháng 1 năm 1826. Đại học Công nghệ Vác-sa-va vẫn nuôi dưỡng truyền thống của mình. Người đóng vai trò quan trọng nhất trong việc thành lập trường và viết điều lệ cho trường là Stanisław Staszic. Kajetan Garbiński, một nhà toán học và giáo sư Đại học Vác-sa-va đã lên giữ chức giám đốc. Ngôi trường này đã bị đóng cửa vào năm 1831, sau Cuộc nổi dậy tháng 11. 

### Từ 1945 đến nay
Sau khi quân đội Đức bị đánh đuổi khỏi Vác-sa-va, các lớp học được tổ chức một cách tự phát vào ngày 22 tháng 1 năm 1945. Đến cuối năm, tất cả các khoa trước chiến tranh đã được mở lại. Những tòa nhà cũ và bị chiến tranh tàn phá được xây dựng lại nhanh chóng. Năm 1951, Đại học Công nghệ Vác-sa-va đã hợp nhất Trường Kỹ thuật của Wawelberg và Rotwand.
Trung tâm nghiên cứu và học thuật ở Płock được thành lập vào năm 1967.
Năm 1945 có 2.148 sinh viên theo học tại sáu khoa (bộ phận). Đến năm 1999 đã có 22.000 sinh viên theo học tại 16 khoa. Đại học Công nghệ Vác-sa-va đã cấp hơn 104.000 bằng Cử nhân Khoa học và Thạc sĩ Kỹ sư Khoa học trong khoảng thời gian từ năm 1945 đến 1998.
Trong những năm qua, trường đại học này là một trung tâm khoa học quan trọng, đào tạo nhân viên học thuật cho mục đích riêng của mình và cho các trường công nghệ khác của Ba Lan. Từ năm 1945 đến năm 1998, 5.500 luận án tiến sĩ đã được viết. Có gần 1.100 luận văn đủ điều kiện cho vị trí trợ lý giáo sư. Số lượng nhân lực có trình độ học vấn cao tăng lên đáng kể. Năm 1938, trường có 98 giáo sư và phó giáo sư, cũng như 307 trợ lý giáo sư và trợ lý giảng dạy. Năm 1948, những con số này tăng lên lần lượt là 87 và 471 người. Năm 1999 có 371 giáo sư, 1.028 trợ giáo, 512 giảng viên và 341 trợ giảng.

## Khoa
- Khoa hành chính và khoa học xã hội
- Khoa Kiến trúc
- Khoa Kỹ thuật ô tô và máy móc xây dựng
- Khoa Kỹ thuật và Quy trình Hóa học
- Khoa Hóa
- Khoa Xây dựng Dân dụng
- Khoa Kỹ thuật điện
- Khoa Điện tử và Công nghệ thông tin
- Khoa Dịch vụ Xây dựng, Kỹ thuật Thủy điện và Môi trường
- Khoa trắc địa và bản đồ
- Khoa Toán và Khoa học Thông tin
- Khoa Quản lý
- Khoa Khoa học và Kỹ thuật Vật liệu
- Khoa Cơ điện tử
- Khoa Kỹ thuật sản xuất
- Khoa Vật lý
- Khoa Kỹ thuật điện và hàng không
- Khoa giao thông vận tải
- Trường kinh doanh WUT [8]

Cơ sở Płock:
- Khoa Kỹ thuật Xây dựng, Cơ khí và Hóa dầu
- Trường cao đẳng kinh tế và khoa học xã hội

## Cựu sinh viên đáng chú ý
- Tomasz Bagiński (sinh năm 1976) - họa sĩ minh họa, họa sĩ hoạt hình và đạo diễn
- Ryszard Bartel (1897-1982) - kỹ sư
- Mieczysław G. Bekker (1905-1989) - kỹ sư và nhà khoa học
- Antoni Bohdziewicz (1906-1970) - tác giả kịch bản và đạo diễn
- Joanna Chmielewska (1932-2013) - tiểu thuyết gia và nhà biên kịch
- Ireneusz Janus (sinh năm 1959) - nhà khoa học máy tính  Ba Lan -  Mỹ
- Patricia Kazadi (sinh năm 1988) - nữ diễn viên, ca sĩ, vũ công và nhân vật truyền hình
- Antoni Kocjan (1902-1944) - nhà xây dựng tàu lượn và người lính Quân đội Home trong Thế chiến II
- Vadim Komkov (1919-2008) - nhà toán học
- Alfred Korzybski (1879-1950) - kỹ sư, nhà toán học và triết gia
- Stefan Kurylowicz (1972 Từ2011) - kiến trúc sư và giáo sư kiến trúc [9]
- Jan Lenica (1928-2001) - nhà thiết kế đồ họa và vẽ tranh biếm họa
- Henryk Magnuski (1909 Từ1978) - kỹ sư viễn thông
- Myron Mathisson (1897 Từ1940) - nhà vật lý lý thuyết
- Zbigniew Michalewicz - nhà khoa học máy tính, doanh nhân
- Witold Nazarewicz (sinh năm 1954) - nhà vật lý hạt nhân
- Waldemar Pawlak (sinh năm 1959) - chính trị gia, cựu Thủ tướng Ba Lan
- Przemysław Prusinkiewicz - nhà khoa học máy tính
- Maciej Matthew Szymanski (1926-2015) - kiến trúc sư ở Canada
- Andrew Targowski (sinh năm 1937) - Ba Lan - nhà khoa học máy tính người Mỹ
- Andrzej Tomaszewski (1934-2010) - nhà sử học về nghệ thuật và văn hóa
- Andrzej Trautman (sinh năm 1933) - nhà vật lý toán học
- Władysław Turowicz (1908-1980) - phi công người Ba Lan - Pakistan, nhà khoa học quân sự và kỹ sư hàng không
- Michał Vituška (1907-1945) - Lãnh đạo của Belarus Black Cats
- Marian Walentynowicz (1896-1967) - kiến trúc sư, nhà thiết kế đồ họa và nhà tiên phong trong lĩnh vực truyện tranh
- Stanisław Wigura (1903-1933) - nhà thiết kế máy bay và phi công
- Zbigniew Zapasiewicz (1934-2009) - diễn viên, giám đốc nhà hát và nhà sư phạm
- Józef Zawadzki (1886-1951) - nhà hóa học vật lý [10]